# Rheinbahn GT6
Die Straßenbahn-Gelenkwagen der Bauart GT 6 der Düsseldorfer Rheinbahn sind die ersten Exemplare des später auch für zahlreiche andere Betriebe hergestellten Duewag-Gelenkwagens. Die Abkürzung steht dabei für „Gelenk-Triebwagen mit 6 Achsen“.

## Einsatz
Der erste Triebwagen dieser Bauart wurde am 10. Februar 1956 von der damaligen Düwag an die Rheinische Bahngesellschaft AG geliefert und erhielt dort die Betriebsnummer 2501. Insgesamt wurden in mehreren Serien 95 Wagen dieses Typs an die Rheinbahn geliefert, es handelte sich dabei ausschließlich um Einrichtungsfahrzeuge. Ab 1960 kamen die Wagen auch im Zugverbund mit vierachsigen Großraumbeiwagen zum Einsatz. Nach der Einstellung der Neusser Straßenbahn wurden 1971 drei baugleiche Wagen und drei Zweirichtungswagen von dort übernommen, letztere wurden in Düsseldorf auch zu Einrichtungswagen umgebaut.
Bereits 1957 erhielt der Triebwagen 2310 einen zusätzlichen Mittelteil und zwei zusätzliche Achsen und wurde so zum Prototyp der Bauart GT 8. Das Mittelteil wurde 1969 auf den bereits als GT 8 ausgelieferten Triebwagen 2551 umgesetzt.
Die GT 6 wurden auf allen Düsseldorfer Straßenbahnstrecken eingesetzt, darüber hinaus waren sie auch auf den Fernstrecken der Linien K und M nach Meerbusch anzutreffen. Nach der Sperrung der Steigungsstrecke nach Gerresheim für Züge mit Solenoidbremse durfte diese Strecke von den GT 6 nur noch mit einem Zugbegleiter als zusätzlichem Personal befahren werden. Stationiert waren die Wagen in den Betriebshöfen Derendorf, Heerdt, Himmelgeist (heute „Am Steinberg“), Wersten und Lierenfeld.
Die letzten Wagen wurden am 24. Januar 2003 ausgemustert, nachdem sie im Zuge der Euro-Umstellung sogar noch Fahrkartenautomaten erhalten hatten. Viele ausgemusterte Düsseldorfer Wagen fanden in den 1990er und 2000er Jahren eine neue Heimat bei der Straßenbahn Stettin und der Straßenbahn Posen in Polen. Die vier Wagen 2418, 2502, 2504, 2518 gelangten zur Straßenbahn Timișoara in Rumänien, wo als letzter von ihnen Wagen 2502 im Jahr 2017 ausgemustert wurde.

## Erhaltene Fahrzeuge

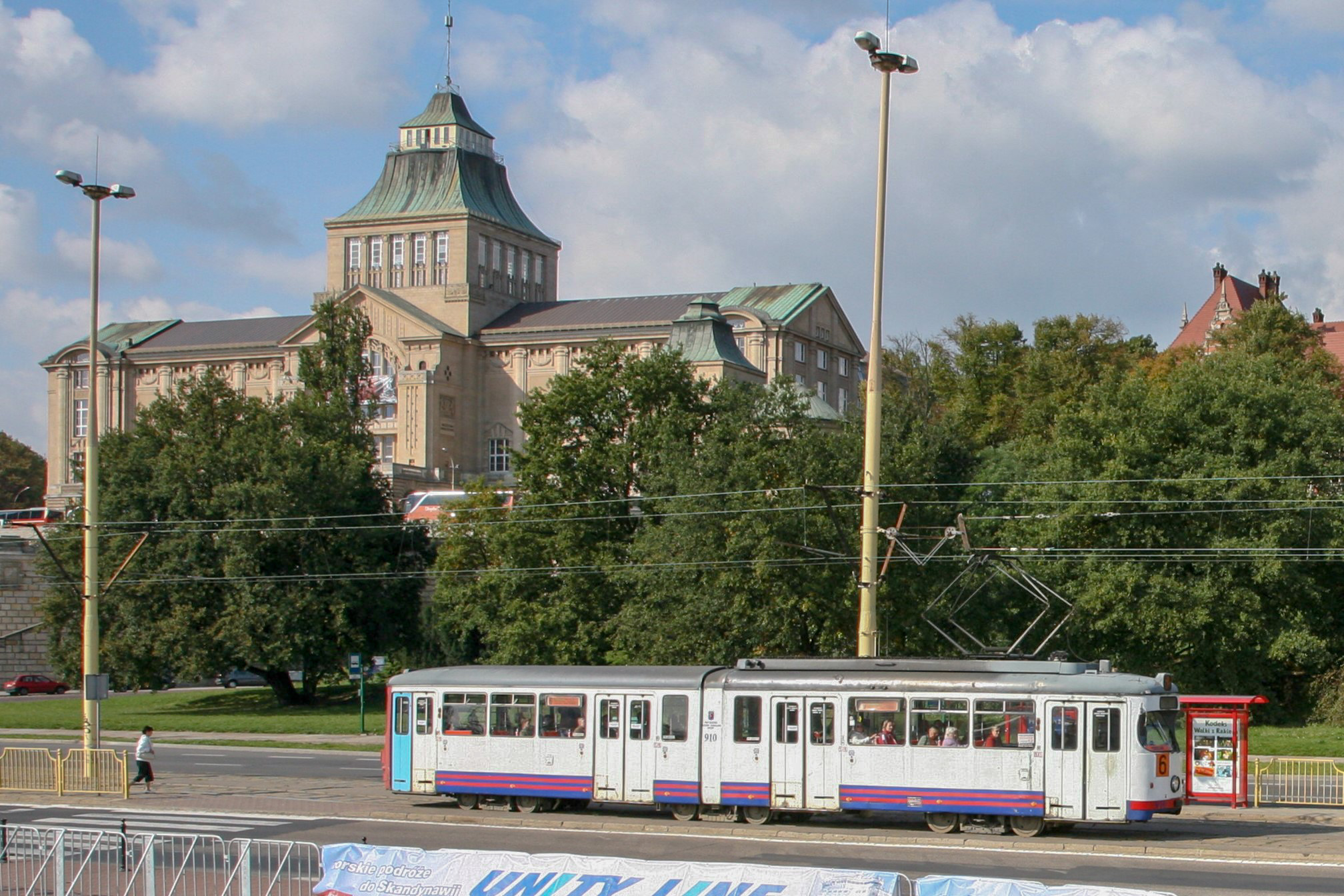
Ein GT 6 in Stettin

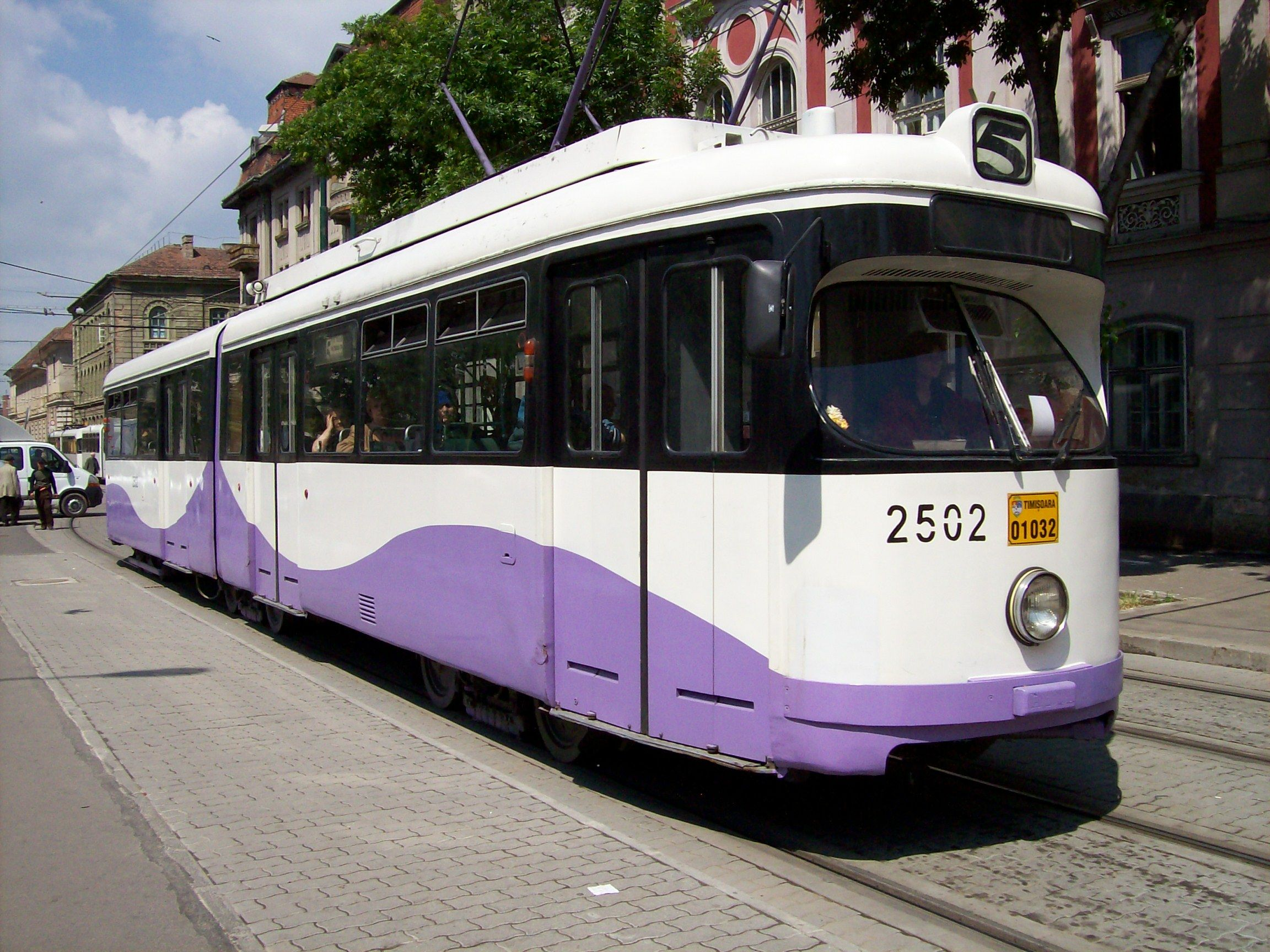
Wagen 2502 in Timișoara, 2007

In Düsseldorf sind folgende GT 6 erhalten:
- 2501 (der erste GT 6, Museumstriebwagen)
- 2432 (der 100. Gelenkwagen der Rheinbahn, derzeit in Aufarbeitung als Museumstriebwagen)
- 2701 (Umbau ehemals Neuss Tw 38, Museumstriebwagen)
- 5105 (Umbau ehemals Tw 2520 mit Federspeicherbremse, Fahrschultriebwagen)

Außerhalb von Düsseldorf existieren die folgenden GT 6 als Museumsfahrzeuge:
- 2304 (seit 1995 im Hannoverschen Straßenbahn-Museum)
- 2401 (seit 2004 im dänischen Straßenbahnmuseum Skjoldenæsholm, abgestellt)
- 2410 (seit 2003 im Straßenbahnmuseum Skjoldenæsholm, betriebsfähig)
- 2412 (seit 2002 im Straßenbahnmuseum Skjoldenæsholm, betriebsfähig)
- 2515 (bis 2009 im Nahverkehrsmuseum Dortmund, seitdem in Bayern im Privatbesitz)

Zudem befindet sich noch ein Wagen in Posen im Einsatz. In Stettin verkehren seit dem 31. März 2009 keine Wagen des Typs GT 6 mehr im Linienverkehr.
| Liste der GT 6 der Rheinbahn | Liste der GT 6 der Rheinbahn | Liste der GT 6 der Rheinbahn | Liste der GT 6 der Rheinbahn                                                    |
| Wagen-Nummer                 | Baujahre                     | Elektr. Ausrüstung           | Bemerkungen                                                                     |
| ---------------------------- | ---------------------------- | ---------------------------- | ------------------------------------------------------------------------------- |
| 2301–2320                    | 1956–58                      | AEG                          | Tw 2310 bis 1969 GT 8 (Prototyp), Mittelteil an Tw 2551 abgegeben               |
| 2401–2440                    | 1956–58/61                   | Kiepe                        | Tw 2421–2430 und 2434–2440 1977 zu GT 8 umgebaut                                |
| 2501–2520                    | 1956–58                      | Siemens                      |                                                                                 |
| 2601–2615                    | 1965                         | Kiepe                        | 1974 umgebaut zu GT8 2751–2765 2764–2765 im Jahr 1982 umgezeichnet zu 2964–2965 |
| 2621–2623                    | 1965                         | Kiepe                        | 1971 ex Neuss 1974 umgebaut zu 2766–2768 1982 umgezeichnet in 2966–2968         |